# ويليام والش روبنسون
ويليام والش روبنسون (بالإنجليزية: William Robinson)‏ هو سياسي بريطاني وأسترالي (وحمل سابقاً جنسية المملكة المتحدة لبريطانيا العظمى وأيرلندا)، ولد في 23 يونيو 1888، وتوفي في 19 أبريل 1972. حزبياً، نشط في تحالف الليبرالية والريفي. وقد انتخب عضو مجلس جنوب أستراليا التشريعي عن دائرة Northern District (South Australian Legislative Council) ‏ وقد انضم خلال فترته النيابية (8 مارس 1947 – 5 مارس 1965)  للكتلة البرلمانية تحالف الليبرالية والريفي.